# P7zip
Pour les articles homonymes, voir P7.
p7zip est le portage sous Unix, Linux et Mac OS X de la version en ligne de commande de 7-Zip. p7zip est un logiciel libre distribué sous la licence Licence publique générale limitée GNU (LGPL) en version 2.1 ou ultérieure. Le logiciel est écrit en C++.